# Rebelión indígena de Venezuela de 1520
La rebelión indígena de Venezuela de 1520 fue un conflicto étnico durante el período colonial venezolano en donde los pueblos indígenas caribes, tagares y aruacas se enfrentaron al Imperio español. Estalló en Cumaná y duró seis días, hasta que los españoles abandonaron los asentamientos temporalmente.

## Contexto histórico
La colonización de Venezuela había comenzado pocos años antes. Las órdenes franciscana y dominica se establecieron en territorio nororiental a partir de 1515, poniendo en marcha la «conquista espiritual» de los habitantes indígenas de la costa, según el historiador Manuel Pérez Vila.
Mientras la conquista se expandía, Antonio Flores, alcalde de las islas y Costa de Tierra Firme, ordenó el ahorcamiento del cacique Melchor, del golfo de Cariaco y actual Guayana, y el asesinato de Coriana, habitante indígena.

## Rebelión
El levantamiento estalló en Cumaná y participaron principalmente los pueblos caribes y tagares, junto con los aruacas, quemando las misiones de las órdenes franciscana y dominica, y asesinando en venganza a 14 tripulantes españoles y varios capitanes: Ibáñez, Ojeda, Villafáñez y Ocaña, con sus armadas, que sumaban más de 50 hombres, además de dos frailes dominicos.

## Consecuencias
Los habitantes españoles de Cubagua y Margarita huyeron a la isla de La Española. El alcalde Antonio Flores fue condenado a prisión por el teniente de gobernador Gonzalo Dovalle tras haber sido hallado culpable de desencadenar la rebelión con sus acciones.